# Atherigona bimaculata
Atherigona bimaculata är en tvåvingeart som först beskrevs av Stein 1910.  Atherigona bimaculata ingår i släktet Atherigona och familjen husflugor. Inga underarter finns listade i Catalogue of Life.